# NGC 3929
NGC 3929 (również PGC 37126 lub UGC 6832) – galaktyka eliptyczna (E), znajdująca się w gwiazdozbiorze Lwa. Odkrył ją Heinrich Louis d’Arrest 4 grudnia 1861 roku. Jest to galaktyka z aktywnym jądrem typu LINER.